# Del Pecora
La nobile famiglia Del Pecora fu protagonista delle vicende di Montepulciano e dei suoi rapporti con la Repubblica di Siena, di Firenze e con la Signoria di Perugia nel corso del XIV secolo. Arrivò in questo periodo a instaurare proprio in Montepulciano quella che gli storici definiscono un'autentica tirannide. I Del Pecora furono signori di Valiano, dal 1358 sino al 1427, e di Montepulciano: in questa zona la famiglia giunse a possedere un cospicuo numero di proprietà, tra case e terreni, e a instaurare un commercio di vino.

## Corrado e Guglielmo, gli albori
I Del Pecora, come detto, divennero a partire dalla fine del XIII secolo uno dei casati di primo piano nelle zone di Montepulciano, Valiano e della vicina Chiusi. In particolare nella prima fase dell'ascesa al potere della famiglia si distinsero i fratelli Corrado e Guglielmo, figli del defunto Pecora.
Il 29 maggio 1304 Corrado Del Pecora fu eletto con deliberazione comunitativa delegato, assieme ad altri concittadini, per pacificare alcune controversie che erano insorte tra il comune di Montepulciano e quello di Chiusi. Così per la prima volta un membro della figlia entrò a far parte della vita pubblica di Montepulciano.
Anche Guglielmo intraprese il suo cammino politico in paese, a partire dall’11 settembre 1305, quando fu nominato procuratore del popolo. Pochi anni dopo, il 30 maggio 1307, contrasse un mutuo per interesse di Montepulciano, il quale comune poi si dichiarò, il 19 febbraio 1310, debitore nei suoi confronti di 1000 fiorini. Fu inoltre proprio Guglielmo ad acquistare, per 80 lire, la casa a Montepulciano che poi sarebbe stata trasformata nel palazzo signorile della famiglia.

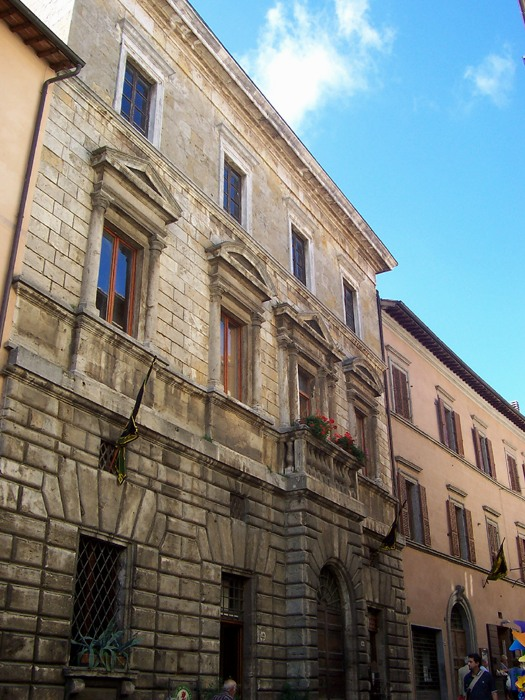
Palazzo Cocconi Del Pecora

Figlio, o fratello, di Guglielmo fu Ranieri Del Pecora, il quale nel 1312 venne eletto vescovo di Chiusi. Raniero sposò Margherita da Cortona, dalla quale ebbe anche un figlio. Sarà succeduto da un altro membro della famiglia, Angelo Del Pecora.

## La conquista del potere
Verso la seconda metà del secolo la famiglia iniziò ad avere un atteggiamento tirannico nei confronti di Montepulciano. Fu allora che Bertoldo Novello, figlio omonimo di Bertoldo Del Pecora, confessò davanti ai priori e ai capitani della fazione guelfa di aver sottratto alle casse del paese ben 400 fiorini d’oro. Il forte gesto pose immediatamente il Del Pecora, e di conseguenza l'intero casato, in una posizione di dominio tirannico.
Le mire della famiglia sul territorio furono poi ancora più rafforzate da una serie di matrimoni contratti con altre potenti e nobili famiglie del territorio. Il figlio di Bertoldo Novello, Niccolò Del Pecora, si unì in matrimonio con donna Fiesca, figlia del marchese Moroello I Malaspina e di donna Alagia Del Fiasco, a sua volta figlia di Nicolò Fieschi, la quale era rimasta vedova del conte Marcovaldo II Guidi di Dovadola.
Lo Stesso Bertoldo Novello entrò in società, il 17 ottobre 1350, con  Jacopo di Santa-Fiora, assieme al quale si occupò del commercio di vino proprio a Montepulciano.

## Jacopo e Niccolò, le guerre con Siena
I figli di Bertoldo furono dunque un altro Bertoldo, Niccolò e Jacopo Del Pecora. Quest'ultimo fu esiliato nel 1352 poiché aveva tentato di ribaltare il governo cittadino, quello filo-fiorentino dei "Cinque difensori", con l'obbiettivo di divenire il signore della città, d'accordo con Giovanni Visconti, signore di Milano. Il fratello Niccolò, venuto a sapere della congiura, denunciò la vicenda alle massime autorità del paese, che come detto reagirono cacciando Jacopo.
In esilio in Val Chianina venne a patti con Saccone Tarlati, assieme al quale radunò un piccolo esercito di 100 soldati, provenienti dall'armata del Visconti. Con il favore di amici e parenti e con l'aiuto di alcune guardie, la notte del 2 novembre 1352, riuscì a varcare assieme alla sua piccola milizia le porte di Montepulciano. Tuttavia Jacopo e i suoi si imbatterono nella strenua difesa del fratello Niccolò, che marciando contro questo assieme a pochi suoi fedeli riuscì a sconfiggerlo. I fuggiaschi furono catturati dal popolo, che nel frattempo si era armato, e puniti.
A quel punto i Del Pecora fedeli a Niccolò si fecero forti dell’appoggio della città di Perugia, temendo un ritorno del fratello, mentre gli esiliati, capitanati appunto da Jacopo, strinsero ancora di più i loro rapporti con Siena, dove cercarono rifugio.
I senesi, volendo ristabilire il controllo su Montepulciano, cominciarono nel 1353 una campagna per la  conquista del paese. Sottovalutarono tuttavia in un primo momento l'impresa, non calcolando che in difesa di questo sarebbero intervenuti i perugini, e si ritrovarono sconfitti. Presi dalla vergogna decisero di riassaltare Montepulciano, e così nell’aprile del 1353, con un esercito ben ampliato, iniziarono l’assedio, in cui Siena riuscì qui ad avere la meglio. Dunque intervennero nuovamente i perugini, accompagnati questa volta dai fiorentini: le due città provarono a trovare una soluzione diplomatica, inviando ciascuno i propri ambasciatori ad entrambe le fazioni.
Furono quindi stipulati degli accordi, che avevano il benestare delle repubbliche di Firenze e Perugia: tra le altre cose, Montepulciano avrebbe elargito a Niccolò 6000 fiorini e all’esiliato Jacopo 3000 fiorini, restituendogli inoltre le rendite che le sue terre producevano nel territorio del comune.

## I Del Pecora e Carlo IV
I senesi, dopo essersi imposti a Montepulciano, non tenendo fede agli accordi, accusarono ingiustificatamente Niccolò di essere un traditore. Il Del Pecora, esiliato,  tentò di rientrare in paese seguito da 200 cavalieri e 500 fanti, venendo però respinto dal presidio senese e da altri cittadini, affiancati da un grosso contingente giunto da Monte Follonico.
Cacciato ancora una volta, Niccolò si riunì al fratello Jacopo, che seppur apparteneva, come visto, alla fazione opposta, si trovava nella medesima tragica situazione.
Niccolò, sotto consenso del fratello, nel 1355 fece ritorno a Montepulciano, approfittando della venuta del sovrano Carlo IV, che a Siena aveva rovesciato il governo dei nove. Niccolò fu accolto con una grande festa dai suoi compaesani, che erano desiderosi di fuggire il giogo senese.
Nel frattempo Jacopo si era recato presso l’imperatore per illustrargli la causa del fratello, informandolo del torto che Siena aveva commesso nei confronti di entrambi.
Carlo IV nominò i due fratelli suoi vicari imperiali a Montepulciano, andando addirittura tre giorni dopo in visita nello stesso paese, dove fu accolto con grande gioia e festeggiamenti.
Il 1358 fu l'anno della Battaglia di Torrita, a cui i due Del Pecora presero parte: fu in quest'occasione che i Del Pecora divennero signori di Valiano, titolo che mantennero fino all'imposizione della Signoria di Firenze sul paese, nel 1427. Nello stesso anno venne a mancare donna Fiesca, la quale lasciò tramite testamento tutti i suoi beni al marito Niccolò.
Nel 1359 i due fratelli furono nominati signori e protettori di Montepulciano, mentre il governo del paese fu affidato al solo Niccolò.
Passati cinque anni tuttavia l’equilibrio del paese si ruppe, così come il legame tra i fratelli: Jacopo aveva infatti stipulato in gran segreto un patto con i senesi di Agnolino Bottoni, di casa Salimbeni (famiglia). La repubblica dunque venne meno agli accordi di pace presi con Montepulciano e Niccolò, esiliato nell'aprile del 1364. Questo allora si diresse in uno stato pietoso a Perugia in cerca di un rifugio, ma i perugini per non scatenare una nuova guerra "passarono la vergogna ad occhi chiusi".
Passati altri cinque anni, tra il 1368 e il 1369, la signoria fu posta sotto assedio da Siena e gli esiliati (che a Montepulciano avevano ancora alcuni alleati). Jacopo Del Pecora fu incarcerato: i cittadini, adirati, diedero prima fuoco a casa sua e in seguito lo giustiziarono brutalmente.

## Jacopo Del Pecora in poesia
Jacopo Del Pecora, omonimo del fratello di Bertoldo Novello e figlio di quest'ultimo, è noto in particolare per la realizzazione di alcuni componimenti in rime, nonché di un poema allegorico in 38 canti, tutti scritti utilizzando le tipiche terzine dantesche. La Fimerodia era infatti un'imitazione della Divina Commedia: qui veniva celebrato l'amore tra luigi Davanzati e Alessandra de' Bardi.

## Giovanni e Gherardo
Montepulciano allora passò nelle mani dei fiorentini, fino a che i figli di Niccolò e Jacopo, Giovanni e Gherardo Del Pecora, divennero signori del paese, con gli atti del 24 agosto e del 31 dicembre 1379. La signoria venne confermata ai cugini con un ulteriore decreto del 1381, firmato nel nuovo palazzo di residenza dei priori.
Nuovamente l’equilibrio del paese fu rotto nel 1385, quando si venne a creare una spaccatura tra i due cugini, con conseguente nascita di due fazioni: quella che faceva capo a Giovanni era la più numerosa. La contesa sfociò presto in un conflitto armato, dal quale Gherardo uscì sconfitto. Intervenne allora Firenze a mediare i trattati di pace: il 29 ottobre 1387 venne stipulato un accordo tra Siena con la famiglia Salimbeni (famiglia) e Montepulciano con Giovanni Del Pecora. A fronte di questo nuovo patto Gherardo fu esiliato insieme ad altri parenti suoi alleati, mentre Giovanni rimase a Montepulciano, possedendo il castello di Chiarantana.